# Liesek
Liesek és un poble i municipi d'Eslovàquia que es troba a la regió de Žilina, al centre-nord del país.
La primera menció escrita de la vila es remunta al 1558.

## Demografia
| Godina             | 1994 | 2004    | 2014    | 2024   |
| ------------------ | ---- | ------- | ------- | ------ |
| Nombre de persones | 2272 | 2588    | 2865    | 3118   |
| Diferència         |      | +13,90% | +10,70% | +8,83% |

| Godina             | 2023 | 2024   |
| ------------------ | ---- | ------ |
| Nombre de persones | 3111 | 3118   |
| Diferència         |      | +0,22% |